# Kang In-soo
Kang In-soo (em hangul: 강인수, nascido em 10 de março de 1988) é um cantor e ator sul-coreano. Nascido em Suwon, foi, durante a adolescência, um aspirante a cantor e entrou para o Departamento de Teatro e Filmagem no ensino médio. Devido à recusa dos técnicos do departamento, entrou para a carreira de dança.
Kang assinou um contrato musical com a gravadora H2 Media, estreando como vocalista no grupo de ídolos Myname. Seu primeiro papel de atuação foi no filme Shinokubo Story, no ano de 2013. Lançou, em 2017, seu primeiro mini-LP independente, Naked, no mês de setembro. No mês seguinte, alistou-se para o serviço militar da Coreia do Sul.

## Vida e carreira

### 1988-2010: antecedentes e início da carreira
Nascido em 10 de março de 1988, candidatou-se como cantor à Anyang Arts High School sob o Departamento de Teatro e Filme, mas teve sua participação recusada. Tempos depois, fez uma nova inscrição e foi aceito no departamento de dança da escola. Nos primeiros anos, recusou as aulas de dança, voltando-se às aulas de canto e música. Apesar de não ter aprendido a dançar, foi aceito na Universidade de Sejong como especialista em dança. Durante o terceiro ano do ensino médio, começou a praticar balé. Além disso, praticou aulas de dança moderna e lecionou dança para as ginastas rítmicas Son Yeon-jae e Shin Soo-ji pelo período de dois anos. Depois de iniciar uma carreira de balé e música, integrou a segunda temporada da do show de talentos Superstar K. Após sua aparição no programa, encantou diversas empresas de entretenimento. Recusou, portanto, os convites das empresas, pois focava em um futuro contrato com a H2 Media.

### 2011-presente: carreira musical e serviço militar
Kang é membro do grupo de ídolos Myname, onde atua como vocalista.  Em 2011, o grupo lançou Message, single de estreia. Em 2013, atuou juntamente com o grupo no filme Shinokubo Story, em que caracterizou um dos quatro personagens em busca de se tornarem uma estrela. Em 6 de setembro de 2017, lançou seu primeiro mini-LP, Naked, como um trabalho independente. No processo de elaboração do mini-LP, incorporou estilos musicais de Taeyang, Xiah Junsu, Chris Brown e Usher.. No dia anterior ao lançamento do EP, fez um evento de lançamento na loja Tower Records, para cerca de 400 visitantes. O mini-álbum classificou-se na décima nona posição do Oricon Albums Chart, vendendo 3.346 cópias puras na primeira semana. No final de setembro, realizou mais duas apresentações a fim de promover Naked.
Sujeito ao recrutamento na Coreia do Sul, Kang alistou-se ao serviço militar em 26 de outubro. Recebeu treinamento militar básico no Centro de Treinamento do Exército da Coreia em Nonsan, província de Chungcheong.

## Estilo musical
O primeiro EP independente de Kang incorpora estilos musicais de R&B, dance e rock.. O single principal do EP, Naked Love, ressona características EDM. In-soo citou Hwanhee e Usher como ídolos em termos de composição musical.

## Discografia

### Álbuns

#### Mini-álbuns
| Título          | Detalhes                                                                          | Chart           | Chart           | Vendas          |
| Título          | Detalhes                                                                          | Japão           | Japão           | Vendas          |
| Título          | Detalhes                                                                          | Oricon          | Billboard       | Vendas          |
| Edição Japonesa | Edição Japonesa                                                                   | Edição Japonesa | Edição Japonesa | Edição Japonesa |
| --------------- | --------------------------------------------------------------------------------- | --------------- | --------------- | --------------- |
| Naked           | - Lançamento: 6 de setembro de 2017 - Gravadora: Universal Music Japan - Formato: | 19              | 20              | - Japão: 3.346  |

### Singles
| Título          | Ano             | Charts          | Vendas          | Álbum           |
| Título          | Ano             | Billboard Japan | Vendas          | Álbum           |
| Edição Japonesa | Edição Japonesa | Edição Japonesa | Edição Japonesa | Edição Japonesa |
| --------------- | --------------- | --------------- | --------------- | --------------- |
| Naked Love      | 2017            | —               |                 | Naked           |

## Filmografia
| Título       | Ano  | Papel       |
| ------------ | ---- | ----------- |
| Superstar K2 | 2010 | Concorrente |